# Centaurea kurdica
Centaurea kurdica là một loài thực vật có hoa trong họ Cúc. Loài này được Reichardt mô tả khoa học đầu tiên năm 1863.